# Ritchot
Ritchot es un municipio rural canadiense situado en la provincia de Manitoba.

## Superficie
Ritchot tiene una superficie de 332,23 km².

## Demografía
En 2021, tenía 7469 habitantes, una densidad poblacional de 22,5 hab./km², y 2769 viviendas.